# Darius Nash Couch
Darius Nash Couch (né le 23 juillet 1822 dans le comté de Putnam, État de New York, et décédé le 12 février 1897 à Norwalk, État du Connecticut) est un major général de l'Union et un naturaliste. Il est enterré à Taunton, État de Massachusetts.

## Avant la guerre
Darius Nash Couch  sort diplômé de West Point en 1846.
Il est breveté second lieutenant le 1er juillet 1846 dans le 4th US Artillery. Il est promu second lieutenant le 16 février 1847. 
Il participe à la guerre américano-mexicaine. Sa santé précaire l'oblige à s'aliter souvent sous l'effet de la fièvre. Néanmoins, sa performance lors de la bataille de Buena Vista lui permet d'être breveté premier lieutenant le 23 février 1847 pour bravoure et conduite méritoire,. Il y commande une batterie sous les ordres du capitaine John M. Washington. Sa participation, sous les ordres du général Winfield Scott à la campagne de Mexico est remarquée. Il est promu premier lieutenant le 4 décembre 1847. 
Entre 1849 et 1850, il participe aux guerres séminoles. 
Il est affecté successivement à partir de 1848 à fort Monroe en Virgnie, puis à fort Pickens et enfin à Key West en 1849.

### Naturaliste
En 1853, il fait alors une expédition financées par la Smithsonian Institution en tant que naturaliste autodidacte,. Il a voulu donner le nom de son ancien chef, Winfield Scott, à l'oriole jaune-verdâtre connu sous l’appellation vernaculaire d'Oriole de Scott. Il a concouru à la connaissance des espèces d'amérique du Sud-Ouest.

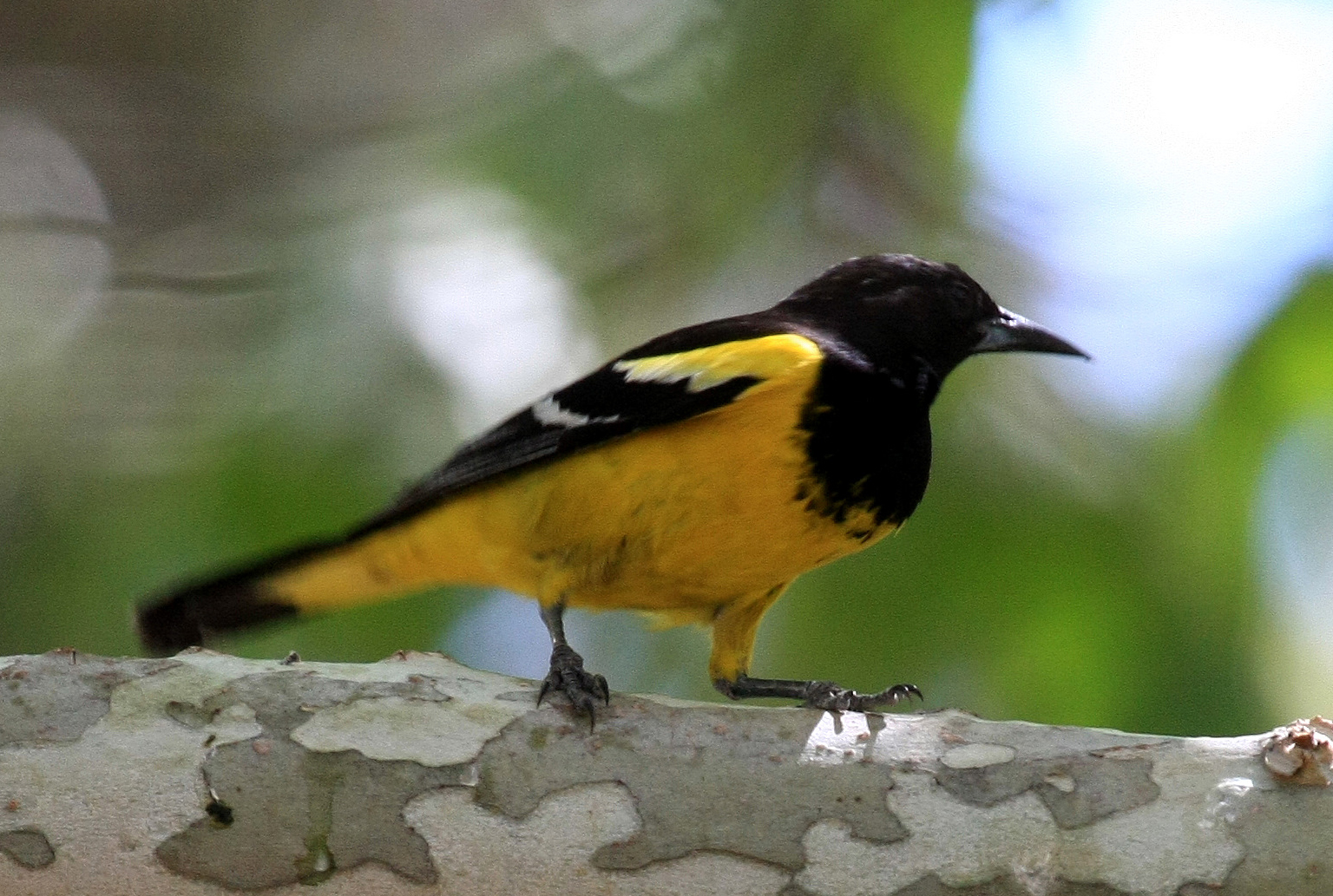
Oriole de Scott

Il quitte le service actif de l'armée régulière le 30 avril 1855. Il devient marchant et industriel à New York et au Massachusetts.

## Guerre de Sécession
Darius Nash Couch est nommé colonel du 7th Massachusetts Infantry le 15 juin 1861. Il est nommé brigadier général des volontaires le 17 mai 1861. Il commande le IV corps lors de la campagne de la Péninsule. Il est nommé major général des volontaires le 4 juillet 1862. Il commande une division lors de la seconde bataille de Bull Run. Lors de la bataille d'Antietam,  il commande la 1st division du IV Corps. Il fait, avec sa division, des allers-retours vers Harpers Ferry toute la journée du 17 septembre 1862 ne permettant pas à sa division d'être engagée dans les combats.
Il commande le II corps lors de la bataille de Chancellorsville. Insatisfait du commandement exercé par le général Joseph Hooker, il demande à être muté. Il prend alors le commandement du nouveau département de la Susqueshana en juin 1863. Il participe donc aux opérations de défense contre l'invasion des troupes du général Robert E. Lee en Pennsylvanie. Il est transféré à l'Ouest où il commande une division dans le XXIII corps à la bataille de Nashville. Il commande ensuite les opérations en Caroline du Nord.

## Après la guerre

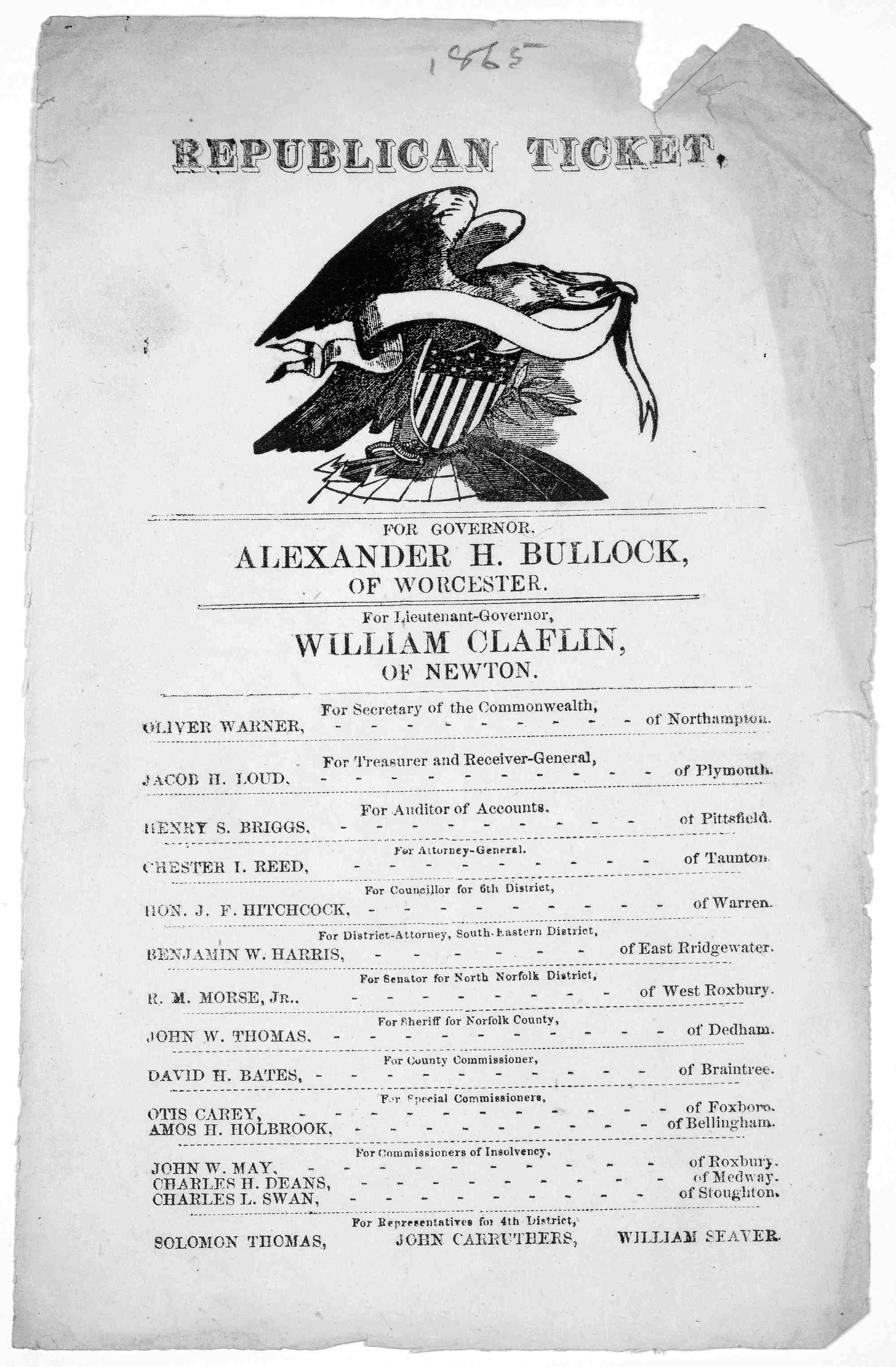
ticket républicain de Alexander H. Bullock qui a battu Darius N. Couch lors de l'élection de 1865

Darius Nash Couch quitte le service actif des volontaires le 26 mai 1865. Il est candidat démocrate, non élu, pour être gouverneur de l'État du Massachusetts en 1865.  Il dirige alors une société minière de Virginie de l'Ouest puis s'établit au Connecticut. Il devient membre de la milice de l'État en tant que quartier-maître général de 1877 à 1878, puis en tant adjudant-général du 1883 à 1885.